# عبد الله الراضي
عبد الله الراضي محمد (ولد في 24 يونيو 1998) هو لاعب كرة قدم قطري، يلعب كحارس مرمى في نادي الشمال.

## مسيرة اللاعب
لعب في نادي الجيش ونادي الشمال في الفئات السنية و لعب بعدها مع نادي معيذر ونادي الريان ونادي الشمال.